# روی ات
روی ات (به تایلندی: ร้อยเอ็ด) یک سکونتگاه مسکونی در تایلند است که در استان روی ات واقع شده‌است.

## خصوصیات
روی ات ۳۴٬۲۲۹ نفر جمعیت دارد و ۱۵۰ متر بالاتر از سطح دریا واقع شده‌است.